# Port lotniczy Shah Amanat
Port lotniczy Shah Amanat (IATA: CGP, ICAO: VGEG) - międzynarodowy port lotniczy położony w Ćottogram. Jest drugim co do wielkości portem lotniczym w Bangladeszu.

## Linie lotnicze i połączenia
| Linia Lotnicza            | Kierunek |
| ------------------------- | --- |
| Air Arabia                | 1. Abu Zabi 2. Szardża                                                                                                 |
| Air Astra                 | 1. Dhaka |
| Biman Bangladesh Airlines | 1. Abu Zabi 2. Cox’s Bazar 3. Dhaka 4. Doha 5. Dubaj 6. Jashore 7. Dżudda 8. Medyna 9. Maskat 10. Szardża 11. Srihotto |
| Flydubai                  | 1. Dubaj |
| Jazeera Airways           | 1. Kuwejt |
| Novoair                   | 1. Dhaka |
| Qatar Airways             | 1. Doha |
| SalamAir                  | 1. Maskat |
| US-Bangla Airlines        | 1. Abu Zabi 2. Dhaka 3. Doha 4. Jashore 5. Kolkata 6. Maskat 7. Saidpur                                                |